# علیرضا کتیرایی
علیرضا کتیرایی (زاده ۱۳۵۴) کاراته کای ایرانی است.
وی قهرمان کاراته آسیا و بازیهای آسیایی و مربی سابق تیم ملی کاراته جمهوری اسلامی ایران است.
علیرضا کتیرایی، به همراه مجید عبدالحسینی، مهدی عموزاده و سعید آشتیان از قم از ورزشکاران پر مدال دهه ۷۰ و اواسط دهه ۸۰ کاراته ایران بودند.

## سال‌های حضور در تیم ملی
از سال ۱۳۷۳ تا ۱۳۸۵ رده‌های پایه و بزرگسالان.
وی در سال ۱۳۸۵ (۲۰۰۶ میلادی) با توجه به استعفای مربی خود غلامرضا دباغیان از سرمربیگری تیم ملی کاراته جمهوری اسلامی ایران به همراه قهرمانانی همچون مجید عبدالحسینی و مهدی عموزاده برای همیشه از دنیای قهرمانی و تیم ملی کاراته جمهوری اسلامی ایران به عنوان بازیکن خداحافظی کرد.